# 席爾馬赫山
70°45′S 11°40′E / 70.750°S 11.667°E
席爾馬赫山（英語：Schirmacher Hills）是南極洲的山丘，位於毛德皇后地的阿斯特里德公主海岸，處於洪堡山脈以北70公里，全長20公里，由德國探險隊發現。